# Chiesa di San Ginés
La chiesa di San Ginés (chiesa di San Genesio) è una chiesa spagnola sita nella città di Guadalajara e risalente al XVII secolo. Si trova a sud dell'antico centro abitato della città, nella oggi centrale Plaza de Santo Domingo (piazza san Domenico), anticamente sita fuori le mura e usata come piazza del mercato.

## Storia

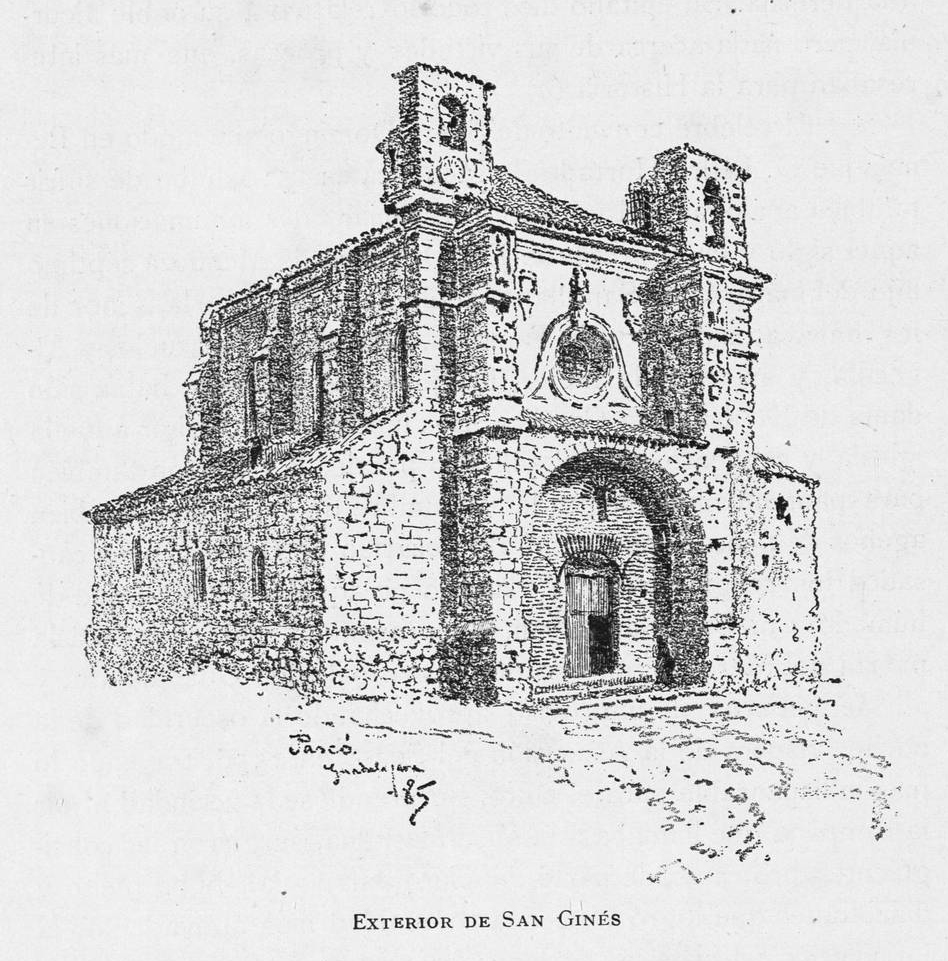
Vista di San Ginés disegnata da Josep Pascó nel 1885

La antica parrocchia di San Ginés si trovava in quello che oggi è la "plaza de Moreno", di fronte alla Sede della Provincia. La attuale fu chiesa conventuale del convento di San Domenico, ora non più esistente, trasferito dal vicino caseggiato di Benalaque nel 1555.
La sua costruzione inizió nel 1561, quando i frati domenicani chiedevano un tempio di grandi dimensioni. Il proseguimento del piano originale non poté essere portato a termine e nonostante la donazione di 1000 ducati dell'arcivescovo di Toledo, il domenicano Bartolomé de Carranza y Miranda, i lavori si interruppero nel 1566. Per questo motivo le dimensioni dell'attuale chiesa sono la metà di quelle inizialmente previste.
La chiesa di San Ginés doveva seguire il modello del Real Monastero di San Tommaso ad Avila o del Convento di Santo Stefano a Salamanca, dotandosi di una facciata del tipo "arazzo" o "retablo", con due grandi contrafforti e campanili a vela, e un grande arco per contenere il portale di accesso.

## Descrizione

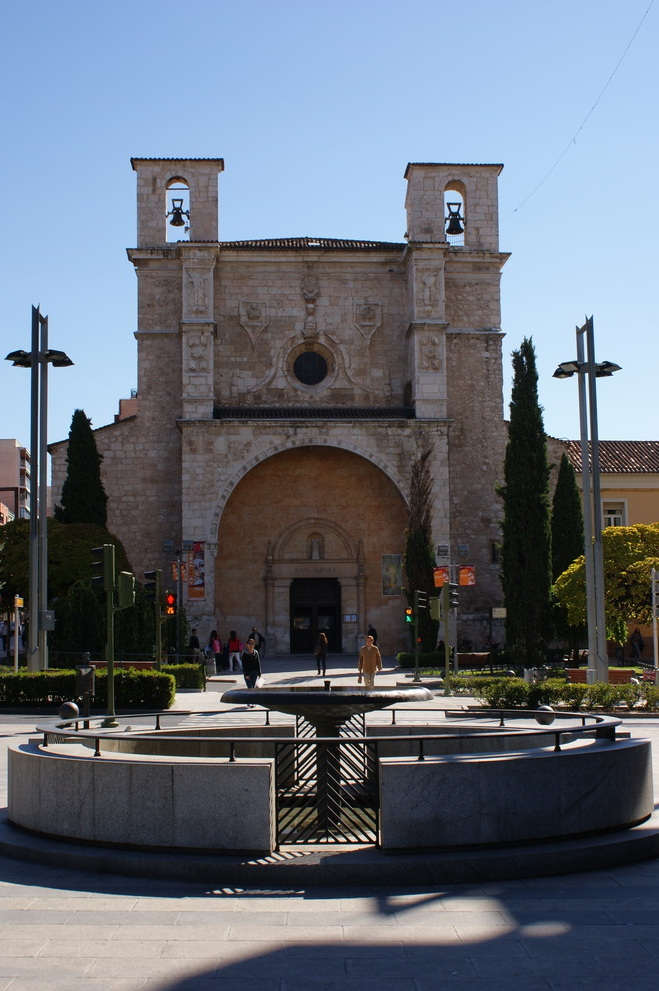
Facciata della chiesa di San Ginés a Guadalajara

Una enorme facciata in pietra ingloba il portale tra due grandi contrafforti coronato da campanili a vela. Sopra il rosone la figura centrale dello scudo dell'Ordine di San Domenico. Di fronte alle difficoltà per portare a termine l'edificio, il frontone fu poveramente decorato con grottesche nella voluta e nell'intradosso dell'arco, nelle corone dei contrafforti e intorno alla finestra del coro.
All'interno, ad una sola navata con volta a botte e cappelle laterali con lunette, la sala fu terminata con una limitata cappella maggiore trapezoidale e, nella crociera del transetto, stucchi manieristi.
Vi si possono comunque ammirare quattro eccellenti esempi di scultura funeraria: ai lati del presbiterio, le statue oranti dei fondatori del convento, Pedro Hurtado de Mendoza, settimo figlio del marchese di Santillana e della sua consorte Juana de Valencia, presi dall'abbandonato convento di Benalaque; nelle cappelle del transetto, i sepolcri dei conti di Tendilla, Íñigo López de Mendoza y Quiñones ed Elvira de Quiñones, del XV secolo, quivi traslati nel secolo XIX, dopo la chiusura del monastero gerolamino di Sant'Anna, a Tendilla.